# ایزابل سورینو
ایزابل سورینو (به انگلیسی: Isabelle Severino) ژیمناست زادهٔ ۹ آوریل ۱۹۸۰ میلادی اهل کشور فرانسه است.